# Antonio Egídio Nardi
Antonio Egídio Nardi (Rio de Janeiro, 15 de dezembro de 1959) é um médico brasileiro.
Foi eleito membro da Academia Nacional de Medicina em 2012, ocupando a Cadeira 3, da qual Agostinho José de Sousa Lima é o patrono. Em 2020 foi eleito também para a Academia Brasileira de Ciências.

## Prêmio
Em 2004 recebeu o segundo prêmio do Latin American Collegium Internationale Neuro-Psychopharmacologicum, sediado na Suíça.